# Noisia
Noisia of NOISIΛ (het woord VISION 180° gedraaid) was een Nederlandse drum-and-bass/neurofunk-groep afkomstig uit Groningen die bestond uit de producers Nik Roos, Martijn van Sonderen en Thijs de Vlieger.

## Geschiedenis
Nik Roos en Thijs de Vlieger zijn in 1998 gestart met muziek maken, waarna ze drum and bass ontdekten. Na een aantal succesvolle samenwerkingen met Martijn van Sonderen kwam ook hij bij Noisia terecht. Noisia heeft ook onder andere aliassen gewerkt zoals: Hustle Athletics, Nightwatch, Drifter en Fris. Ook heeft de groep nummers gemaakt onder de naam de Huilende Rappers, waarin ze humoristische teksten combineren met vernieuwende beats. Tegenwoordig maken ze beats voor verscheidene rapgroepen, zoals Vice Verzen, Kraantje Pappie en Dope D.O.D.
Begin 2007 kwam het album Colour of Me van Tasha Baxter uit. Dit album werd volledig geproduceerd door het drietal. Ze ontmoetten Baxter en bandlid Andre Scheepers via internet. Na een aantal samenwerkingen op de eerste demo's werd de tweekoppige band gecontracteerd door EMI South Africa. Het duurde meer dan een jaar voordat het album was afgerond. Het eindproduct is een popalbum met verschillende muzikale invloeden, zoals reggae, drum and bass en gangbare pop.
Noisia heeft muziek uitgebracht onder alle grote drum-and-basslabels, zoals Teebees Subtitles, Rob Playfords Moving Shadow, Ram Records, Virus Recordings en Renegade Hardware. De groepsleden hebben tevens samengewerkt met gerespecteerde drum-and-bass-artiesten, zoals Cause 4 Concern, Teebee, Phace, Black Sun Empire en Bad Company UK.
Noisia bezit drie recordlabels: Vision Recordings is bedoeld voor hun drum-and-basswerk. Regelmatig wordt er samengewerkt met andere producers uit het genre, zoals Teebee, Mayhem en MC Verse. Visions zusterlabel Division Recordings is opgezet voor hun uitgaven in andere genres. In 2010 zijn ze het label Invisible Recordings gestart voor de meer donkere en experimentele uitgaven.
Noisia heeft ook muziek geschreven voor korte films en videogames, zoals Counter-Strike: Global Offensive, Midnight Club 3: DUB Edition, Devil May Cry, Wipeout Pulse, Wipeout HD (+Fury) en Gran Turismo Mobile.
Begin 2009 kwam de Engelse groep The Prodigy met het nummer "Omen", waarvoor Noisia een remix maakte. Deze remix heeft The Prodigy tevens op de plaat uitgebracht.
Op 5 april 2010 verscheen hun album Split the Atom. Op dit album werken ze onder meer samen met Amon Tobin, Giovanca, Joe Seven en Foreign Beggars.
In 2011 werkte Noisia samen met Korn voor het album The Path of Totality.
Sinds 2010 bracht Noisia ook muziek uit op het label van houseartiest Deadmau5 genaamd mau5trap. Deze muziek valt veelal onder andere genres dan drum and bass.
Sinds 2012 maakt Martijn van Sonderen deel uit van het artiestenduo Zonderling samen met Jaap de Vries.
Op 17 september 2019 heeft Noisia aangekondigd dat ze eind 2020 stoppen. Vanwege de coronapandemie maken ze nog wel hun tour af in 2021.
Op 21 augustus 2022 hebben ze uiteindelijk hun laatste show ooit gespeeld op Lowlands. 

## Discografie

### Album
- Split the Atom
- I Am Legion (als I Am Legion)
- Outer Edges
- Fabriclive 40
- Closer

### Bekende nummers
- Arrakis (Noisia Remix)
- Anomaly
- Tommy's theme
- Machine Gun
- Alice (Noisia-remix)
- Believe
- Block Control
- Canonball (met Phace)
- Could This Be
- Concussion
- Dead Limit (originele mix)
- Diplodocus
- Dustup
- Exodus (met KRS-One)
- Facade VIP
- Gutterpump (met Bex Riley)
- Hideous (met Black Sun Empire)
- Into Dust
- Labrinth (Noisia-remix) (met Tinie Tempah)
- Levitation (met Phace)
- Massada
- Monster
- Nothing Matters (Noisia-remix)
- Omen (Noisia-remix)
- Painkiller (Noisia-remix)
- Shellshock (met Foreign Beggars)
- Shower For An Hour (met TeeBee)
- Smack My Bitch Up (Noisia-remix)
- Stigma
- The Tide
- Yellow Brick
- Subdue
- Lead Us (met Black Sun Empire)
- Raise Your Weapon (Noisia-remix)
- Scary Monsters and Nice Sprites (Noisia-remix)
- Split the atom
- Alpha Centauri
- Imperial (met Phace)

## Verwijzingen
1. ↑  NOISIA 2000-2020 (Facebookbericht) (17 september 2019).
2. ↑  NOISIA 2000-2020 (Tweet) (17 september 2019).